# أم إحليانة (ويس)
أم إحلیانة (بالفارسية: ام‌الحلیانه) هي منطقة سكنية تقع في إيران في قسم ويس الريفي. يقدر عدد سكانها بـ 34 نسمة بحسب إحصاء 2016.